# Dulzaro
Dulzaro, nombre artístico de Alberto Domínguez Buitrón (Valladolid, 1994), es un cantante español que fusiona ritmos e instrumentos tradicionales con sonidos electrónicos.

## Biografía
Alberto Domínguez Buitrón nació en Valladolid en 1994. Desde temprana edad se interesó por el teatro. Realizó estudios de arte dramático en Londres. Eligió su nombre artístico basándose en la dulzaina, instrumento de viento tradicional de Castilla. A su regreso a España, se afincó en Aranda de Duero.
Sus composiciones musicales, que fusiona ritmos e instrumentos tradicionales castellanos con sonidos electrónicos, tienen inspiración en la obra de Federico García Lorca. En 2021 presentó su proyecto musical con una versión de la canción tradicional «La tarara», donde unió el folk con la electrónica.
En 2023 estrenó la canción «Jota de la luna», que acompañó con un videoclip grabado en Peñaranda de Duero. La jota está inspirada en un canto de vendimia vallisoletana recogida por Joaquín Díaz. En junio de ese año, participó como artista musical invitado en la inauguración de la 22º edición de la Muestra Internacional de Cine y Diversidad Sexual - CINHOMO de Valladolid. También presentó el espectáculo Lorca, Sinfonía del amor oscuro, donde musicalizó obras musicales de Lorca.

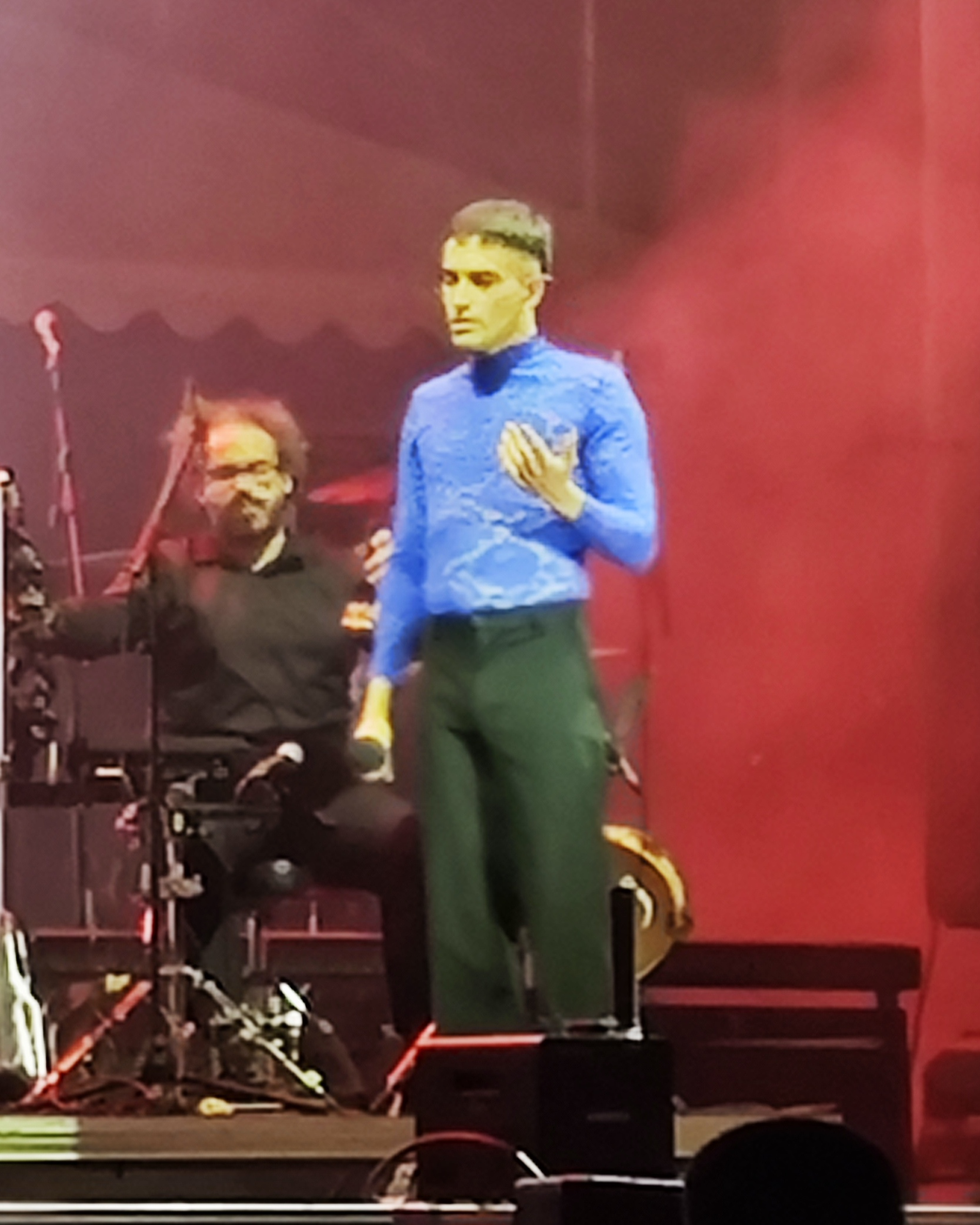
Dulzaro en la Plaza Mayor de Valladolid en 2024

En 2024 publicó su sencillo «Ajechao», cuyo título hace referencia a un ritmo tradicional de la localidad salmantina de Peñaparda. El estreno estuvo acompañado de un video musical, dirigido por Carlos Cabezas y grabado en lugares emblemáticos de Valladolid, su ciudad natal. En septiembre de ese año fue telonero del cantante británico Mika en los conciertos de las Fiestas de San Lorenzo en la Plaza Mayor de Valladolid.
En 2025 publicó su primer álbum, Ícaro, donde realiza un homenaje a la música tradicional de Castilla y León. En junio de ese año fue la persona encargada de leer el manifiesto en el Ayuntamiento de Valladolid durante el acto institucional por el día del Orgullo LGBT, donde reivindicó la necesidad de colgar la bandera LGBT en las sedes institucionales. Además, fue elegido entre las diez personas LGBT más influyentes de su ciudad natal.
En abril de 2025 publicó junto al cantante gallego Mondra «Un labradorito». Acompañada de un videoclip, la canción, parte de su álbum Ícaro, muestra la visibilidad queer en el ámbito rural con ritmo de charro salmantino. El video musical fue grabado en Hoyales de Roa y fue dirigido por Alicia del Río.

## Premios
En 2021, junto al percusionista Héctor Varela, obtuvo la victoria en el festival Emergentes Castilla y León.
En 2023, junto a los directores Carlos Cabezas Insuela y Alicia del Viso, obtuvo el primer premio del jurado y el primer premio del público por el videoclip de su sencillo «Jota de la luna» en la 37ª Semana de Cine de Medina del Campo.
En 2024 recibió el primer premio ex aequo en la categoría Otras modalidades de música en la 35º edición del certamen Arte Joven: Jóvenes Artistas de Castilla y León por su tema «Jota de la luna». El galardón fue compartido con el artista Cacia, nombre artístico de Rodrigo Daniel Cacia Lago, por su canción «Noche loca». También el Ayuntamiento de Boecillo le otorgó el premio Bueyecillo en la categoría personaje cultural destacado.

## Discografía

### Sencillos
- «La tarara» (2021)
- «Jota de la luna» (2023)
- «Ajechao» (2024)
- «Ícaro» (2025)
- «Jota del Moreno» (2025)
- «La Niña de la Arena feat Erik Urano» (2025)

### Álbumes
- Ícaro (2025)

## Giras musicales
- Jota de la luna (2023-2024)[3]
- Ícaro (2025- )

## Teatro
- Lorca, Sinfonía del amor oscuro (2023)